# Emporia, Kansas
Emporia är en stad i Lyon County i delstaten Kansas, USA. Emporia är administrativ huvudort (county seat) i Lyon County. 